# سی آدکویا
سی آدکویا (انگلیسی: Seyi Adekoya؛ زادهٔ ۵ دسامبر ۱۹۹۵) بازیکن فوتبال اهل ایالات متحده آمریکا است که در پست مهاجم بازی می‌کند.